# Spinoliella karhadra
Spinoliella karhadra är en biart som beskrevs av Rodríguez, Toro och Ruz 2001. Spinoliella karhadra ingår i släktet Spinoliella och familjen grävbin. Inga underarter finns listade i Catalogue of Life.